# Joachim Martin
Pour les articles homonymes, voir Martin.
Joachim Martin (1842-1897) est un menuisier-charpentier du village de Les Crottes (Hautes-Alpes), auteur d'un bref « journal intime », poignant,, de 4 000 mots, inscrit au dos de lattes d'un plancher, au château de Picomtal, dans les années 1880-1881.

## Journal

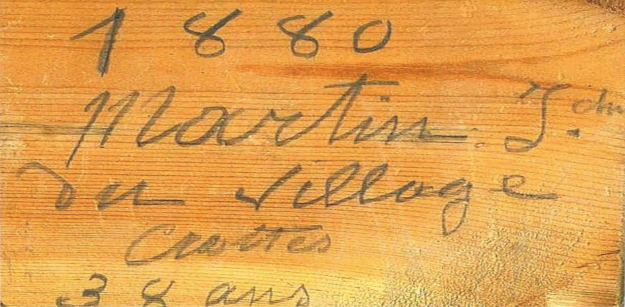
La signature de Joachim, datant de 1880.

Ce texte de 72 morceaux, destiné à rester secret, est découvert lors de restaurations du bâtiment entreprises en 1999. Il est sauvé par chance, et est publié en 2017 par Jacques-Olivier Boudon. Il nous informe sur l'histoire d’un village au début de la Troisième République, en étant une source assez exceptionnelle pour une microhistoire, ainsi qu'une « peinture acérée des mœurs de son temps ».
Ce texte s'apparente aussi au genre de la confession et est un témoignage intéressant pour l'histoire et la sociologie de la sexualité.
Il offre également une critique de la religion et de l'attitude du curé du village.

## Conférences et émissions
- Jacques-Olivier Boudon, professeur d’histoire contemporaine à Sorbonne Université, « Le plancher de Joachim : l’histoire retrouvée d’un village français », conférence donnée dans le cadre du cycle « Les grandes voix », École des chartes,‎ 19 mars 2018 (lire en ligne).
- Jean Lebrun, « Joachim Martin 1842-1897, un menuisier récalcitrant », France inter, d'émission La Marche de l'histoire,‎ 31 octobre 2017 (lire en ligne).